# Цянь Цяньли
Цянь Цяньли́ (нем. Qianli Qian, кит. упр. 钱千里, пиньинь Qián Qiānlǐ; род. 7 февраля 1965) — австрийский игрок в настольный теннис китайского происхождения, призёр чемпионатов Европы.

## Биография
Родился в 1965 году в Цидуне (КНР). В 1988 году эмигрировал в Австрию.
В 1996 году принял участие в Олимпийских играх в Атланте, где занял 9-е место в парном разряде. В 2002 году стал обладателем бронзовой медали чемпионата Европы в составе команды.